# Картовищенко, Евгений Васильевич
Евгений Васильевич Картовищенко (1942 — неизвестно) — советский хоккеист, вратарь.

## Биография
Участник молодёжного чемпионата СССР 1959/60 в составе команды Горького. Серебряный призёр 2-й зимней Спартакиады народов РСФСР (1960/61) в составе сборной Горьковской области. Выступал за горьковское «Торпедо» в чемпионате СССР 1960/61; за команду завоевавшую серебряные медали, провёл два матча. Ещё четыре сезона в первенстве СССР (1961/62 — 1964/65) провёл в составе рижской «Даугавы», в первых двух сезонах играл в классе «А».